# Augustinern 67 (Quedlinburg)

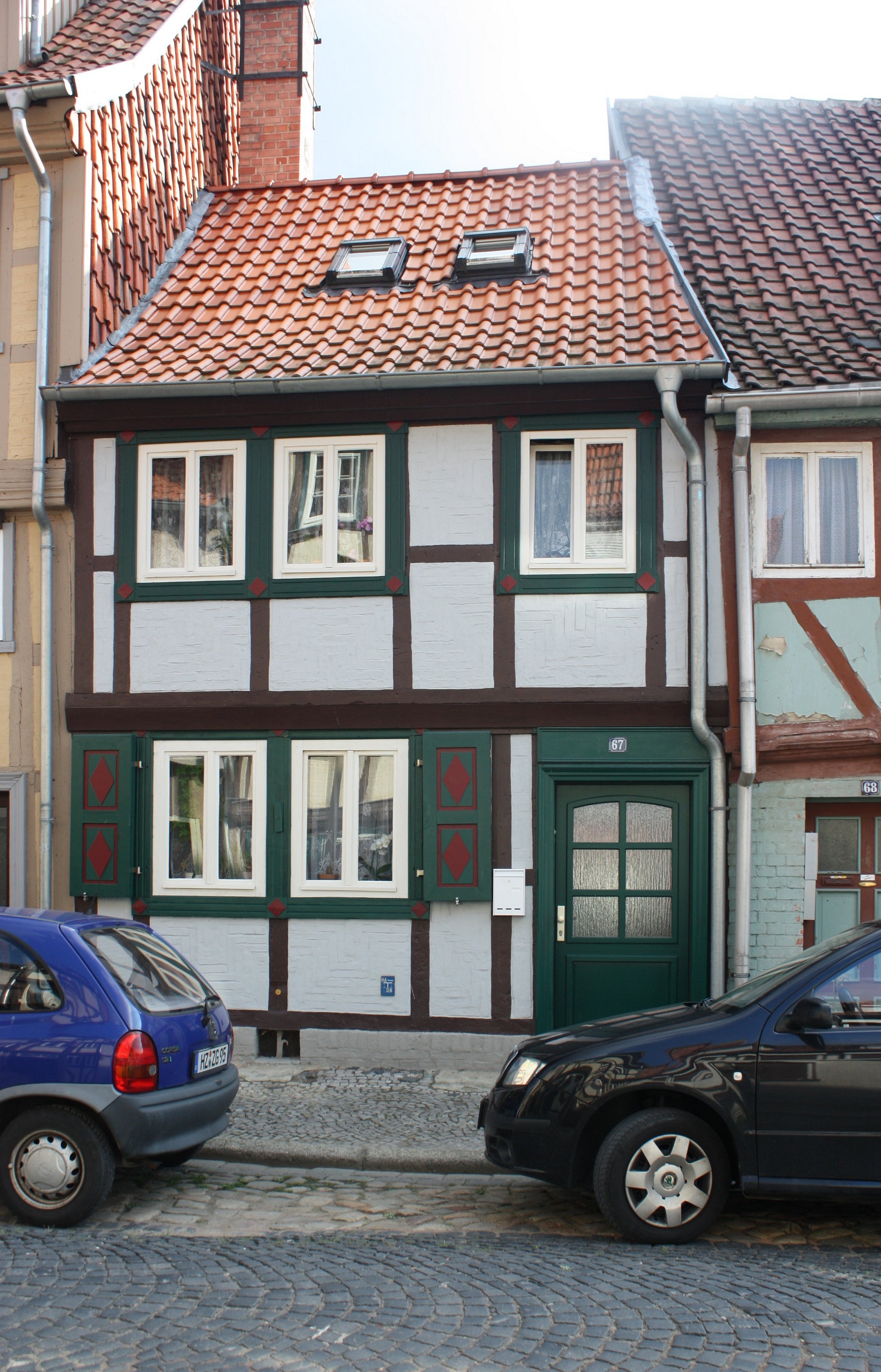
Haus Augustinern 67

Das Haus Augustinern 67 ist ein denkmalgeschütztes Gebäude in der Stadt Quedlinburg in Sachsen-Anhalt.

## Lage
Es befindet sich im nördlichen Teil der historischen Quedlinburger Neustadt und gehört zum UNESCO-Weltkulturerbe. Im Quedlinburger Denkmalverzeichnis ist es als Wohnhaus eingetragen. Westlich grenzt das gleichfalls denkmalgeschützte Haus Augustinern 68 an.

## Architektur und Geschichte
Das kleine zweigeschossige Fachwerkhaus entstand in der Zeit um 1780. Die Gefache des Hauses sind mit Zierausmauerungen versehen. Das Erdgeschoss wurde im Biedermeier nach dem Zeitgeschmack umgestaltet. 